# Scopula taifica
Scopula taifica är en fjärilsart som beskrevs av Edward P. Wiltshire 1982. Scopula taifica ingår i släktet Scopula och familjen mätare. Inga underarter finns listade.